# جبريل روجاس (لاعب كرة قدم)
جبريل روجاس (بالإسبانية: Gabriel Rojas)‏ (9 مارس 1999 في تشيلي - ) هو لاعب كرة قدم تشيلي في مركز الهجوم. لعب مع سانتياغو واندررز.

## وصلات خارجية
- جبريل روجاس على موقع قاعدة بيانات كرة القدم.إي يو (الإنجليزية)
- جبريل روجاس على موقع Soccerway.com (الإنجليزية)